# Randy Marsh
Randy Marsh je fiktivní postava z amerického animovaného televizního seriálu Městečko South Park. Má ženu Sharon, se kterou mají děti, Stana a Shelly. Křestní jméno je odvozeno od jména otce Treye Parkera a Parker Randyho popisuje jako jednoho z největších všiváků v seriálu.[zdroj?]

## Vzhled
Randy má černé vlasy, knírka a dvojitou bradu. Na sobě mívá většinou světle modrou košili s vyhrnutými rukávy a tmavě šedé kalhoty. V levé náprsní kapse košile má bloček s propiskami. Je mu 45 let a jeho povolání je geolog, stejně jako povolání otce Treye Parkera. Poprvé se objevil v epizodě Sopka při sledování seismografu.

## Popis
Randyho chování je občas považováno za šílené a jeho výstřelky dovedou naštvat velkou část obyvatel města. Občas se pokouší  vypadat chladně. Stanovi přijde chování svého otce trapné, pokud se nějak nepřizpůsobí zájmům Stana. Odešel ze střední školy a v pubertě se přidal do chlapecké kapely, jak je naznačeno v dílu Něco, co můžeš udělat prstem. Pak ale zmínil, že chodil i na vysokou školu, kde získal doktorát. Randy je také velmi silný alkoholik a skoro všechny díly se zabývají jeho agresivním chováním právě kvůli pití.
Také se stal několikrát hrdinou města, když převzal Nobelovu cenu nebo když v epizodě Není hovno jako hovno vytvořil největší výkal na světě. Naopak se stal terčem posměchu, když neúmyslně urychlil účinky globálního oteplení, tím že navrhl, aby většina lidí z města prděla, aby se vyhnuli tzv. samovznícení (jak je naznačeno v epizodě Samovznícení).
V epizodě Bezlepková ebola vyšlo najevo, že má svou druhou stránku, když se začal převlékat za zpěvačku Lorde a psát písničky. Toto téma se následně stalo tématem několika následujících epizod.
Ve 22. sérii se s rodinou přestěhoval z města na farmu Tegrida, kde začal pěstovat marihuanu, z čehož nemá Stan moc radost.